# Richmond (Virginia)
Richmond is de hoofdstad van de staat Virginia in de Verenigde Staten en ligt aan de James River. De stad telde volgens de officiële census van 2000 197.790 inwoners.
Het gebied rond Richmond werd voor het eerst verkend door Engelse kolonisten rond 1607. In 1737 werd de stad gesticht op de plek waar ooit de hoofdstad van het indiaanse rijk Powhatan lag, dat door de Engelsen veroverd werd. In 1782, kort na de Engelse overgave in de Amerikaanse Onafhankelijkheidsoorlog werd de stad de hoofdstad van Virginia. Gedurende de Amerikaanse Burgeroorlog was het de hoofdstad van de Geconfedereerde Staten van Amerika. Vlak voor de overgave van de Confederatie verwoestten geconfedereerden zelf grote delen van de stad door brandstichting.
Richmond telt dankzij het feit dat het de hoofdstad was van de zuidelijke staten in de Burgeroorlog vele musea, en vroeger ook veel monumenten, vooral aan de Monument Avenue, gewijd aan dit hoofdstuk van zijn geschiedenis. Die laatste werden in de jaren 2020-22 uit de openbare ruimte weggehaald en overgebracht naar de musea.

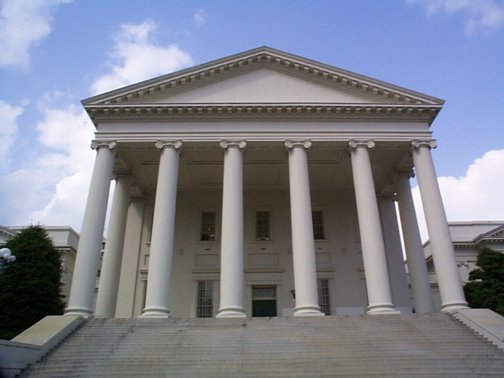
Virginia State Capitol, ontworpen door Thomas Jefferson

## Demografie
Van de bevolking is 13,2% ouder dan 65 jaar en bestaat voor 37,6% uit eenpersoonshuishoudens. De werkloosheid bedraagt 2,9% (cijfers volkstelling 2000).
Ongeveer 2,6% van de bevolking van Richmond bestaat uit hispanics en latino's, 57,2% is van Afrikaanse oorsprong en 1,2% van Aziatische oorsprong.
Het aantal inwoners daalde van 202.713 in 1990 naar 197.790 in 2000.

## Klimaat
In januari is de gemiddelde temperatuur 2,1 °C, in juli is dat 25,6 °C. Jaarlijks valt er gemiddeld 1096,3 mm neerslag (gegevens op basis van de meetperiode 1961-1990).

## Cultuur
Richmond is de locatie van heel wat musea, veelal op korte afstand van mekaar in het Museum District, waaronder Virginia Historical Society, het Virginia Museum of Fine Arts, het Science Museum of Virginia, het Children's Museum of Richmond, het Virginia Center for Architecture, de Library of Virginia, het Valentine Richmond History Center, het Virginia Holocaust Museum en het Old Dominion Railway Museum.
Langs Monument Avenue zijn heel wat monumenten opgesteld, met herdenking van heel wat sleutelmomenten uit de Amerikaanse geschiedenis.

## Religie
Richmond is sinds 1820 de zetel van een rooms-katholiek bisdom.

## Sport
In 2015 werd het wereldkampioenschappen wielrennen in Richmond georganiseerd. De wegrit bij de mannenelite werd er gewonnen door de Slowaak Peter Sagan.

## Bekende inwoners van Richmond

### Geboren
- Caroline Aaron (1952), actrice en filmproducente
- Edward Anderson (1998), wielrenner
- Arthur Ashe (1943-1993), tennisser
- David Baldacci (1960), auteur
- Warren Beatty (1937), filmacteur, -regisseur en -producent
- Nell Blaine (1922-1996), kunstenaar
- Wes Borland (1975), gitarist-zanger
- James Branch Cabell (1879-1958), sciencefiction- en fantasyschrijver
- Joe Edwards (1958), astronaut
- Al Foster (1943-2025), jazzdrummer
- Jim Gilmore (1949), gouverneur van Virginia (1998-2002) en senator
- Townley Haas (1996), zwemmer
- Sofia Hublitz (2000), actrice
- Mickie James (1979), professioneel worstelaarster
- Bailey Jay (1988), transseksueel pornoactrice en podcaster
- Shirley MacLaine (1934), actrice
- Aimee Mann (1960), singer-songwriter
- Mark Morton (1972), leadgitarist-songwriter
- Scottie Thompson (1981), actrice
- Kellie Wells (1982), atlete
- Frank Wiley (1949), componist, muziekpedagoog en dirigent
- Tom Wolfe (1930-2018), auteur en journalist

### Overleden
- John Tyler (1790-1862), politicus (10e president van de Verenigde Staten)